# Notturno italiano
Notturno italiano è stato un programma radiofonico curato da Rai Internazionale e trasmesso nel palinsesto notturno di Rai Radio 1, anche se talora è stato ospitato anche dalle frequenze in onde medie di Rai Radio 2.
La prima puntata andò in onda il 1º luglio 1952 con il nome di Notturno dall'Italia, mantenuto fino al 30 giugno 1968; l'ultima puntata fu irradiata dalla mezzanotte alle 5:57 di sabato 31 dicembre 2011.
All'atto della cessazione era la trasmissione più longeva della Rai.

## Modalità di trasmissione

### Modulazione d'ampiezza
Il Notturno italiano era trasmesso sul IV canale della filodiffusione e in onde medie sulle frequenze di 900 kHz da Milano, 1 107 kHz da Roma e 657 kHz da Napoli. In passato era invece trasmesso sugli 846 kHz dalla stazione "Roma 2", oltre che sui 900 kHz da Milano. Sfruttando la propagazione notturna tipica delle onde medie era possibile seguire questa trasmissione in buona parte dell'Europa.
Il Notturno Italiano è stato trasmesso anche su 6060 kHz dalla stazione di Roma–Prato Smeraldo fino alla chiusura dei servizi in onde corte da parte della Rai il 30 settembre 2007.

### Altri sistemi
Il Notturno si poteva ricevere anche via satellite su Rai Italia Radio, in streaming su internet, e sul digitale terrestre. Da maggio 2010 era anche possibile ascoltare la trasmissione su smartphone, scaricando l'apposita applicazione.

## Il programma
La trasmissione nella sua storia ebbe collocazioni orarie diverse. Nell'ultimo periodo di programmazione, poco dopo la mezzanotte italiana, dopo aver trasmesso un messaggio informativo, l'Inno nazionale e il Giornale della Mezzanotte, le stazioni di Milano, Roma e Napoli si scollegavano dalla rete di Rai Radio 1 e iniziavano la trasmissione del Notturno italiano. Il programma si apriva col Gran valzer brillante di Giuseppe Verdi, reso famoso dal film Il Gattopardo, e presentava principalmente musica.
Durante la notte la trasmissione si ricollegava con la rete in modulazione di frequenza di Radio 1 per trasmettere le varie edizioni del giornale radio e il Bollettino del mare. Alle ore 5:30 del mattino, terminato il programma, le stazioni si ricollegavano alla rete di Radio 1 trasmettendo un breve messaggio e il segnale orario.

## Staff
Il Notturno italiano era curato da Piero Galletti. Tra i conduttori si ricordano  Marco Artico, Ugo Coccia, Massimo Forleo,  Duccio Pasqua, Paolo De Bernardin, Ida Guglielmotti, Stefania Riccio, Manuela De Vito, Isabella Graffi, Luciana Biondi, Giovanna Scandale, Pierluigi Siciliani, Giancarlo Susanna, Carlo D'Amicis, Daniela Amenta, Timisoara Pinto e Alex Pierotti. Voci storiche della trasmissione sono state quelle di Enzo Giannelli, Mino De Nardis, Carlo Posio, Giuseppe Vota, Antonella Sciocchetti, Luciano Ceri, Simona Fasulo, Dr. Alex (Pierotti), Franca Moretti, Felice Liperi, Rosanna Cacio, Tomaso Camuto e Roberto Leoni.